# Château de Combebonnet
Le château de Combebonnet est un château, situé sur le territoire de la commune d'Engayrac en Lot-et-Garonne. Il domine la vallée de la Gandaille.

## Histoire

### Les seigneurs de Combebonnet
La première mention d'Engayrac date de 1190 avec le chevalier Arnaud d'Engayrac. Le nom de Combebonnet est cité pour la première fois dans un document du XIIIe siècle dans lequel le chevalier noble Jourdain de Combebonnet est cité dans une sentence arbitrale rendue en mai 1255, à Mézin, à la suite d'une guerre entre Odon, vicomte de Lomagne, et Guiralt, comte d'Armagnac.
Louis de Beauville (vers 1445-janvier 1484), fils de Pons de Beauville (vers 1410-vers 1472), seigneur de Castelsagrat, est seigneur de Combebonnet. Castelbonnet appartient à Pons de Beauville en 1450. Puis Robert de Beauville (vers 1457-vers 1514) qui de son mariage avec Hélène d'Escode a une fille, Jeanne de Beauville, dame de Combebonnet (vers 1508- ?) qui s'est mariée avec Jean de Narbonne, seigneur de Saint-Thibéry (mort à Combebonnet en 1557). De cette union est né Gabriel de Narbonne (vers 1525-22 février 1590) d'un premier mariage et Catherine de Narbonne, d'un second. Gabriel de Narbonne, seigneur de Salelles et de Combebonnet, s'est marié avec Germaine de Sevre dont il a eu Paule de Narbonne, héritière de son père. Cette dernière s'est mariée avec Jean de Narbonne et de Lomagne, marquis de Fimarcon qui ont eu quatre enfants.
Maximilien de Narbonne est seigneur de Talairan, de Combebonnet et de Montlau, marié à Isabeau de Cours, dame de Clermont près de Port-Sainte-Marie, qui ont eu Jean de Narbonne, seigneur de Clermont, de Combebonnet et de Montlau, lui-même marié à Anne Bouchard d'Aubeterre, d'où Louis de Narbonne (1635-1705), dit le comte de Clermont, seigneur de Montfort et Combebonnet qui a eu, de son mariage avec Madeleine de Souillac d'Azerac, Marie-Anne de Narbonne, dame de Clermont et de Combebonnet. Elle s'est mariée en avril 1702 avec Jean-Gabriel Chapt, comte de Rastignac, baron de Luzech, reçu page du roi en sa grande écurie en 1693, frère de Louis-Jacques Chapt de Rastignac, archevêque de Tours. Il est mort sans postérité en 1755, son épouse était morte en 1703,

### Le château
Bâti sur le bord d'un profond et frais vallon, le château de Combebonnet, vu du côté de l'est et du midi a grand air. Avec ses terrasses superposées, ses échauguettes en encorbellement, il fait songer au château de Cauzac qu'il rappelle encore par la situation.
À la fin du XIIIe siècle un document cite une villa Combabonneti. Le terme villa désignait à l'époque une exploitation rurale protégée par une petite forteresse. Cette petite forteresse se serait progressivement transformée en castrum. Combebonnet aurait donc été d'abord le centre d'une exploitation rurale.
Le château primitif, assez petit, avait la forme d'un triangle rectangle, dont les angles est et ouest étaient surmontés d'échaugettes en porte-à-faux. Deux de ces côtés étaient bâtis sur un enrochement qui augmentait ses défenses. Le troisième côté était le point faible, face au plateau. Le constructeur avait prévu d'augmenter ses défenses en donnant la possibilité de monter un hourdage en bois pour protéger la base du rempart côté nord. Ce petit château doit dater du XIIIe siècle. 
Puis on a ajouté une tour carrée à l'angle nord armée de meurtrières en croix pattée. Ce type de meurtrière apparaît dans les châteaux gascons au XIIIe siècle.
Le château a été agrandi et remanié à la fin du XVe siècle ou au début du XVIe siècle. Dans l'angle sud-ouest a été aménagé un escalier dont les marches et la vis sont en bois. C'est probablement à cette époque qu'ont été édifiées la chapelle et l'enceinte pour protéger les quelques maisons blotties près du château.

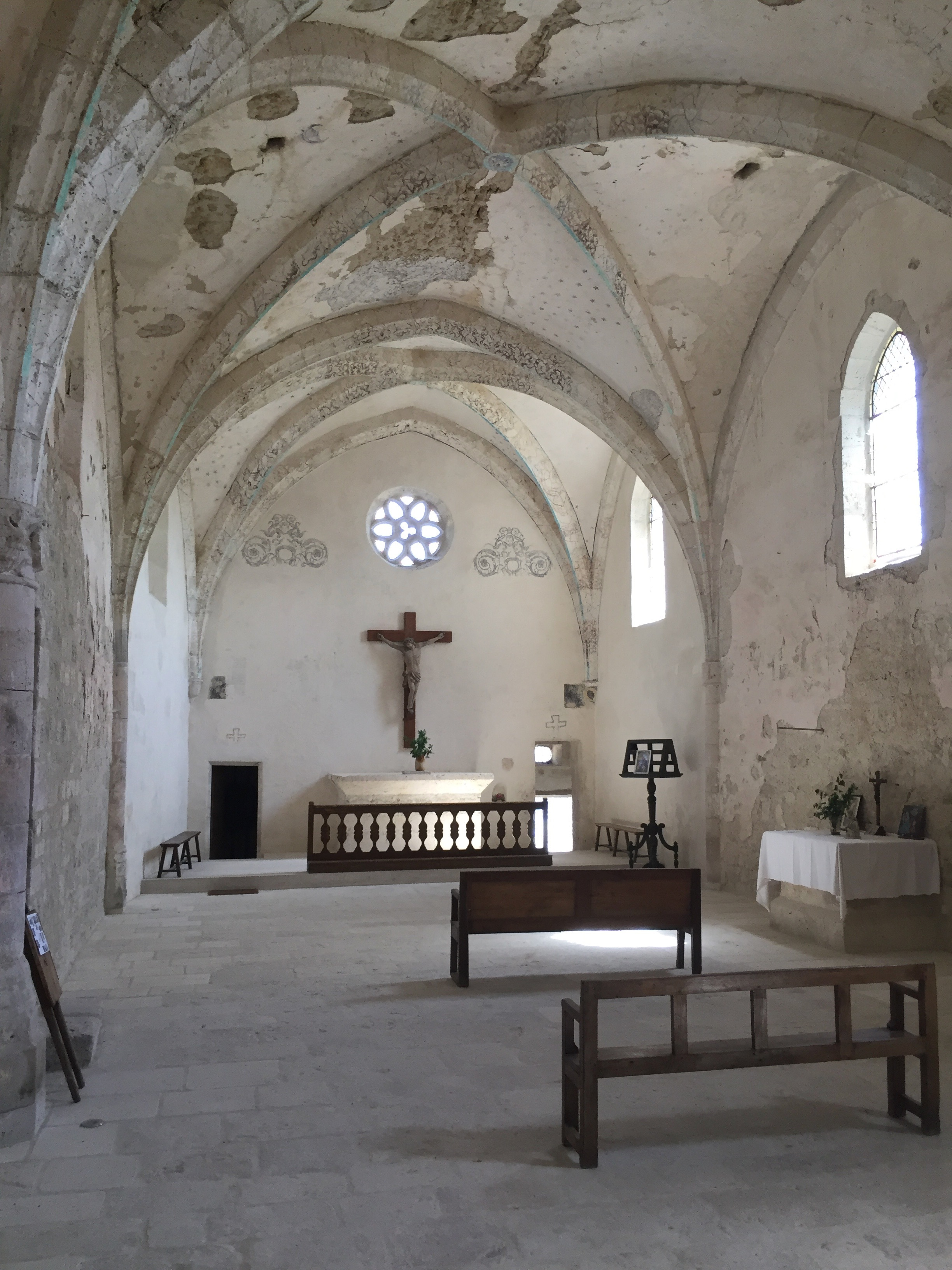
Vue intérieure de la chapelle de Combebonnet.

Au XVIIe siècle le château a été encore agrandi du côté nord et il a pris son aspect actuel. On a construit deux portails en plein cintre donnant accès à la cour et ornés de colonnes. Au fond de la cour, le portail de l'écurie porte la date de 1643.

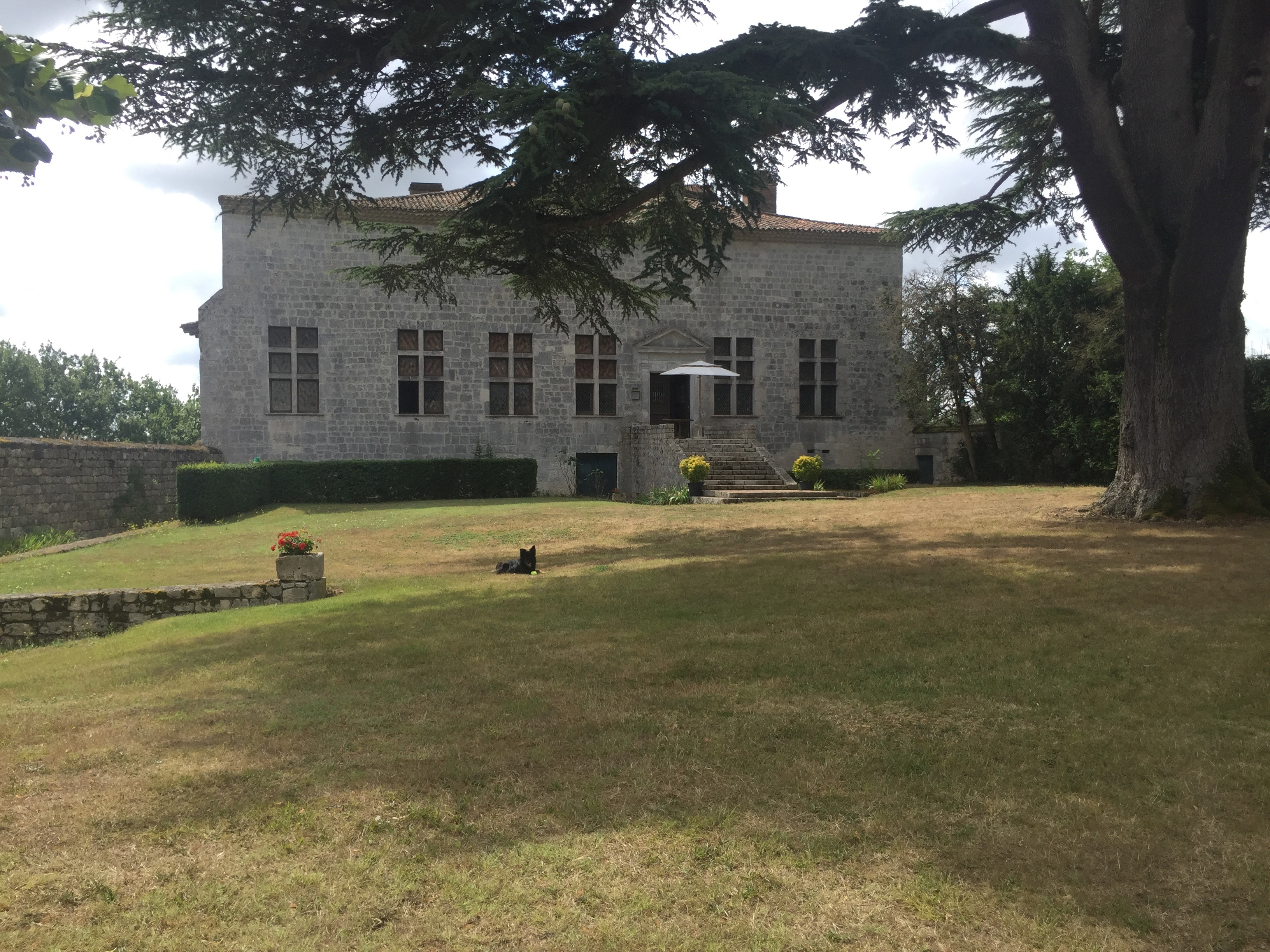
Façade nord.

À l'ouest, à quelques pas du château se trouve une chapelle à chevet plat de quatre travées, voûtées de croisées d'ogives. Sur un des écussons, à l'intérieur de la chapelle, ont été gravées les armes de la famille de Beauville.
Des fauteurs de troubles dans le pays, en 1790, ont menacé de brûler le château. Le château a été sauvé par ses villageois.
Le château a été inscrit au titre des monuments historiques en 1964 et le donjon est classé en 1988.